# San José de Barlovento
San José de Barlovento es una ciudad venezolana, capital del Municipio Andrés Bello, en el estado Miranda, Venezuela. Así mismo, se encuentre en una aglomeración urbana con Rio Chico, capital del Municipio Paez, llegando a una población de 65 071 habitantes.

## Historia
Fue fundada en 1846 por tres españoles que se establecieron al lado del camino real, el cual la comunicaba a la ya entonces población de Río Chico. Sus nombres eran José Imas, Román Imas (ambos hermanos) y el tío de éstos, Pedro Oderiz.

## Elevación a Municipio
La localidad, conocida anteriormente como San José de Río Chico, comenzó sus gestiones para obtener autonomía político-administrativa en el año 1938, cuando un grupo de habitantes envió una solicitud formal a la Asamblea Legislativa del estado Miranda para que se le reconociera como Distrito. No obstante, dicha solicitud fue rechazada, en parte debido a las complicaciones políticas que atravesaba el país en ese momento.
Décadas más tarde, tras una visita del presidente de la Asamblea Legislativa, Carlos José Jaua, el 10 de enero de 1982, se retomó el proyecto autonomista. Finalmente, el 10 de noviembre de ese mismo año, San José fue elevado a la categoría de Municipio Autónomo, adoptando el nombre de San José de Barlovento, en el marco de una reorganización territorial que benefició también a otras dos poblaciones del estado.
Este proceso de separación política de Río Chico generó tensiones sociales entre ambas comunidades. El hecho más representativo de dicho conflicto ocurrió pocos días después de la declaración de autonomía, cuando algunos habitantes de Río Chico distribuyeron un volante con expresiones críticas hacia la decisión, entre las que figuraba la frase:  "QUEREMOS EL PUENTE HACIA PAPARO".

## Clima
Tiene un clima tropical húmedo, la temperatura media casi todo el año es de 25 grados descendiendo en los meses de diciembre y enero a 22 grados de media y 19 de mínima. 

## Tragedia de 1999
Mientras que unos celebraban por los resultados electorales y otros los lamentaban, en la población de El Guapo se desbordó la represa homónima inundando a la región barloventeña, los sectores más afectados en San José de Barlovento fueron La Amistad donde en algunos lugares el agua alcanzó los 2 metros de altura, La Trinidad y El Delirio.

## Eventos recientes
Al igual que otros municipios del Estado Miranda como Mamporal y Río Chico, sufrió las consecuencias de las crecidas del Río Tuy durante los últimos días del mes de noviembre de 2010 y los primeros días del mes posterior. En vista de esta situación, uno de los tres puentes que separan las dos partes del pueblo ha sido obstruido ya que se ha determinado un posible debilitamiento de las columnas que sostiene el mismo. Desde comienzos de 2011, se efectuaron reparaciones para su mejoramiento consistentes principalmente en sustitución de los pilares originales (databan de los años 50), lo que finalmente sucedió a mediados de aquel año.

## Urbanizaciones
Urbanización Argelia Laya: Es un urbanismo que está ubicado a 150 metros del Monumento turístico «El Cacao». Éstas viviendas fueron construidas en 2014 gracias a la Gran Misión Vivienda Venezuela, conformada con familias de clase media, por lo general, todos son profesionales, con muchos valores y principios. Se caracteriza por ser un urbanismo realizador de actividades recreativas y festivas, logrando así ser el Urbanismo más seguro del municipio. Los Habitantes han bautizado a la comunidad como: La Sucursal del Cielo￼.￼

Urbanización Flor de Mayo: En esta urbanización se notaban presencia de quintas con buenas estructuras y algunas de estas tienen piscinas. La clase social dominante en este sector es la clase media y clase media-alta también hay familias de clase alta pero son pocas.
Urbanización La Haciendita: Es una urbanización ubicada al sureste de San José de Barlovento conformada por familias de clase media, con habitantes en su mayoría docentes; hay presencia de quintas y la mayoría de estas son de terreno amplio. Además, según los últimos resultados electorales, su población es en su mayoría opositora al gobierno socialista presidido por Nicolás Maduro Moros.  
Urbanización Las Manuelas: Una de las urbanizaciones más antiguas de la zona, data aproximadamente de los años 60. En este sector dominan las quintas aunque se notan algunas viviendas en situación de abandono. Domina la clase social media.
Urbanización Las Mercedes: Comunidad esta, dividida en cinco sectores diferentes, constituida originalmente en 1982 en terrenos de una hacienda llamada del mismo nombre. Hoy, la misma (por lo menos en su sector Uno original), está formada por unas 210 viviendas, muchas de éstas habitadas por familias de clase media.

## Política y Gobierno
Es la capital del municipio Andrés Bello (compuesto por la parroquia de San José De Barlovento y la parroquia Cumbo) y los ciudadanos de este municipio eligen a su alcalde cada 4 años mediante el voto secreto. A su vez, el alcalde puede ser reelecto y revocado a mitad de su mandato. El actual alcalde es Ramón Hidalgo1 candidato apoyado por el Partido Socialista Unido de Venezuela y electo con el 89,23 % de los votos. El municipio está considerado chavista, en las elecciones efectuadas en el municipio desde 1999 y hasta las elecciones de 2017, el movimiento oficialista no ha logrado nunca más del 78% de los votos. En el referendo presidencial de 2004 la opción del Sí logró el 33,06% de los votos, ante el 66,86% de la opción No; en las elecciones presidenciales de 2006, Manuel Rosales logró el 22,05% de los votos; ante el 77,72% de Hugo Chávez .  Sin embargo, el oficialismo ha reducido bastante su popularidad pasando de un 77,72 en 2006 a 58 % el 8 de diciembre de 2013; y la oposición disminuyó 14 puntos desde 22,05 % en 2006 hasta un increíblemente pobre 5,55 % obtenidos por el excandidato a la alcaldía por el partido socialcristiano COPEI Carlos Martínez en las elecciones de 2017.